# إدوين ورفيلد
إدوين ورفيلد هو محامي وسياسي أمريكي، ولد في 7 مايو 1848 في مقاطعة هاوارد في الولايات المتحدة، وتوفي في 31 مارس 1920 في بالتيمور في الولايات المتحدة. نشط حزبياً في الحزب الديمقراطي. وقد انتخب عضو مجلس ولاية ماريلند ‏ وانتخب حاكم ماريلاند ‏ (13 يناير 1904 – 8 يناير 1908).